# 淮水竹亭
《淮水竹亭》（英語：Love in Pavilion），曾用名《狐妖小红娘竹業篇》（英語：Fox Spirit Matchmaker 2），是一部2025年播出的中国大陆古装网络剧。由劉詩詩、張雲龍领衔主演，吳宣儀、翟瀟聞、侯明昊、沈月、陳鈺琪、丁禹兮、章若楠、孟子義、彭小苒、周潔瓊等聯袂出演的東方俠情群像劇。2025年4月28日起由爱奇艺全网独播。
該劇根據庹小新創作的同名動漫《狐妖小红娘》改編，講述了在人妖勢不兩立的局勢下，兩大家族東方家和王權家的掌舵人東方淮竹、王權弘業為了重振一氣盟，共同努力安定局勢的故事。

## 播放平台
| 頻道        | 所在地   | 日期          | 時間  | 備註                                      |
| 愛奇藝      | 中国大陆 | 2025年4月28日 | 18:00 | 会员 每日18:00更新2集 非会员 每日更新 1集 |
| IQIYI国际版 | 海外     | 2025年4月28日 | 18:00 | 会员 每日18:00更新2集 非会员 每日更新 1集 |

## 劇情簡介
遠古時代人妖共生，傲來三少為抵禦黑狐蠱惑人心，保護人妖兩族安全，劃定了圈內圈外。由王權家、東方家等世家大族組成一氣盟，同時建立稽查司稽查盟中一切事物，並與妖族南垂、塗山、西西域，以及御妖國等多方勢力共同抵禦黑狐和圈外。
與此同時，面冷心熱的雙面劍仙王權弘業、天眼楊家楊一嘆、張家家主張正等八位世家二代組成面具團，為了揭開世界的秘密，守護人妖和平，維護公平與正義，踏上了冒險之旅。

## 演員列表

### 領銜主演
| 演員                | 角色     | 介紹 | 配音   |
| 劉詩詩              | 東方淮竹 | 神火山莊大小姐→王權山莊莊主夫人 一氣盟，王權弘業之妻、東方秦蘭之姊，王權富貴之母。 冷靜聰慧、勇敢堅韌，額間有神火花鈿，體內具有純質陽炎的能力，可自由操縱火焰。在客棧面對蜘蛛妖怪襲擊時，能沉著應對，並在面具劍先生幫助下，成功救下妹妹及被關押的人。與王權弘業一起經歷了許多事情，在共同對抗妖族、重振一氣盟的過程中，兩人的感情逐漸加深。 經金人鳳弒師奪位，強取豪奪東方家靈力和寶物，最終在王權弘業幫助下逃離神火山莊。 嫁入王權家後，不忘殺父之仇，偷偷找金人鳳報仇，卻不敵而受傷。意識到道門勢弱，為了對抗妖族以及實現家族復興，提出了「道門兵人」計劃，希望通過生下身負神血的孩子，將東方靈力與王權秘法結合，培養出強大的道門第一人。 懷孕後，與弘業一起期待著孩子的出生，並打算將一生之技都教給孩子。生下王權富貴後，因之前被金人鳳做了手腳，加上耗盡了所有靈力，不幸吐血昏迷，最終在弘業懷中離世，臨終前希望弘業能找回劍心，並請求如果兒子不想做道門兵人，就放他走。 | 陸庚宜 |
| 張雲龍 少年：劉若谷 | 王權弘業 | 劍先生、王權山莊少主→王權山莊莊主 面具團之首，一氣盟，東方淮竹之夫，王權醉之兄，王权富贵之父。 性格堅韌、深沉，有著強烈的責任感和使命感，面對家族和道門的危機時，能夠挺身而出，展現出非凡的勇氣和智慧。與東方淮竹一起經歷了許多事情，在共同對抗妖族、重振一氣盟的過程中，兩人的感情逐漸加深。 與面具團成員一起前往 「圈外」 探險，然而這次探險讓他的兄弟幾乎喪盡，因此失去了劍心，歸家後一度閉門不出。得知東方淮竹危機後，挺身而出，前往神火山莊救下淮竹，並以「納妾」名義將其帶回王權家。 淮竹臨終前，鼓勵不要放棄找回劍心，因此振作起來，重整旗鼓，振興道盟，同時為了淮竹的期望，雖心中有愛，但明面上對富貴極為嚴苛。 | 谷江山 |

### 面具團
| 演員                | 角色     | 介紹 | 配音   |
| 張雲龍 少年：劉若谷 | 王權弘業 | 詳見領銜主演 | 谷江山 |
| 翟瀟聞 少年：鯤羽   | 楊一嘆   | 三識神君 面具團老二，一氣盟，天眼楊家少主。 天生無法凝血，十二歲開天眼，能夠洞察敵方氣脈運行，看穿對手弱點，能通過天眼複製敵方法術。好刻扇，外號「東籬先生」。於圈外，自挖天眼流血而亡。 | 任京浩 |
| 陳宥維              | 李自在   | 無定刀君 面具團老三，桃園李家大公子，李去濁之兄。 擅長製作各種符咒。十分疼愛去濁，原擅長製作法寶，為救身中羅剎鳥妖毒的去濁，自廢右手換取解藥。於圈外，用換命符替李去濁自爆靈體而亡。     | 蘇尚卿 |
| 趙一博              | 李去濁   | 千機童子 面具團老四，桃園李家二公子，李自在之弟。 法寶製作方面天賦異稟，能夠發明和修復各種複雜的法寶。於圈外，被黑狐控制自廢雙腳。                                                       | 胡霖   |
| 孟子義              | 青木媛   | 妙玉仙子 面具團老五，青木大小姐，如意樓樓主。 擅長收集情報，青木家銀樓遍布天下，形成情報網，每間銀樓皆為情報點。於圈外，被黑狐殺死。                                                     | 毛盈盈 |
| 孫子航              | 鄧七岳   | 不動地藏 面具團老六。 擅長石化術，能石化敵人，也能石化自身來彌補缺陷。功力高強的鄧家人，甚至可以石化對方的法寶。於圈外，被黑狐控制的楊一嘆殺死。                                         | 楊昕燃 |
| 吴宣儀 少年：張月瀅 | 王權醉   | 幻夢劍客 面具團小七，一氣盟，王權山莊大小姐，王權弘業之妹。 三歲會催眠，六歲會御物，對精神類型法術天賦異稟。於圈外，被黑狐控制的楊一嘆殺死。                                             | 蔡海婷 |
| 丁禹兮              | 張正     | 一氣盟，黑劍山莊張家少主。 武術奇才，因一次意外，身體每況愈下，病入膏肓前，自願與阿那然交換身分，後被活埋身亡。                                                                          | 魏一凡 |
| 丁禹兮              | 阿那然   | 黑劍 面具團老八，一氣盟，黑劍山莊張家家主，阿那顏之子。 相貌與少爺一模一樣，被張家家主買來當其替身，少爺死後，成為張正。於圈外，被黑狐控制的青木媛殺死。                                 | 魏一凡 |

### 南垂
| 演員   | 角色     | 介紹 | 配音 |
| 葛四   | 歡都擎天 | 南垂毒皇，百目妖君之叔父。三千年修行，號稱「歡都不敗」。                                                                           | 林強 |
| 侯明昊 | 百目妖君 | 南垂蜘蛛妖王，毒皇之侄。一身金眼，每隻金眼皆有百年修為，妖力強大，為毒娘子修建摘星樓殺害南宮家族人，後為保南垂眾妖，自取妖丹消散。 |      |
| 陳钰琪 | 毒娘子   | 因族群族長醉心修建樓宇，偷伐南宮家主的金絲楠木而被滅族，僅剩其存活，後帶著百目妖君重新修煉。                                       |      |
| 姜熙饒 | 蛛妖姊姊 | 逃跑途中被南宮垂抓住，後被楊一嘆、王權醉所救。                                                                                     |      |
| 張慧子 | 蛛妖妹妹 | 逃跑途中被南宮垂射中腿，後被楊一嘆、王權醉所救。                                                                                   |      |

### 一氣盟

#### 王權山莊
| 演員                | 角色     | 介紹 | 配音   |
| 馬德鐘              | 王權守拙 | 一氣盟盟主，王權山莊莊主，王權弘業與王權醉之父。為了斬斷圈內外苦情樹的相連，孤身一人去往圈外，死於圈外。 | 敖磊   |
| 張雲龍 少年：刘若谷 | 王權弘業 | 詳見領銜主演                                                                                             | 谷江山 |
| 吴宣儀 少年：張月滢 | 王權醉   | 詳見面具團                                                                                               | 蔡海婷 |
| 崔奕欣              | 王權富貴 | 東方淮竹與王權弘業之子。王權家最強者，最強道門兵人。 參見：狐妖小红娘王權篇§領銜主演                     |        |
| 范明                | 费管家   | 王權山莊管家。                                                                                           | 奕立勝 |
| 穆軒泰              | 風劍侍   | 王權山莊四大護法之一。                                                                                   |        |
| 謝耀聲              | 雨劍侍   | 王權山莊四大護法之一。                                                                                   |        |
| 于浩                | 雷劍侍   | 王權山莊四大護法之一。                                                                                   |        |
| 石龍瑋              | 電劍侍   | 王權山莊四大護法之一。                                                                                   |        |
| 賀玲                | 阿蕪     | 王權山莊婢女。                                                                                           |        |

#### 神火山莊
| 演員   | 角色     | 介紹 | 配音   |
| 趙濱   | 東方初日 | 神火山莊莊主，淮竹與秦兰之父。被下慢性毒藥，遭金人鳳使用換血祕法，換血而亡。 | 湯水雨 |
| 楊明娜 | 江倦雪   | 神火山莊莊主夫人，淮竹與秦蘭之母。原御妖國北山派聖女，因九惑、珈藍怨氣不滅被獻祭，為了活命，受黑狐威脅生下淮竹，黑狐的靈魂碎片進入淮竹體內，後用自己全部靈力和生命獻祭夕霧花，讓淮竹吸收夕霧花來抑制靈魂碎片甦醒。     | 王瑜   |
| 劉詩詩 | 東方淮竹 | 詳見領銜主演 | 陸庚宜 |
| 沈月   | 東方秦蘭 | 神火山莊二小姐，東方淮竹之妹，東方月初之母。活潑開朗，十分貪吃，額間有神火花鈿，體內具有純質陽炎的能力，可自由操縱火焰。經金人鳳弒師奪位後，被東方淮竹送離神火山莊，自此再未與姐姐見過面。                             | 簡單   |
| 黃志瑋 | 金人鳳   | 神火山庄大弟子。為人陰險，心狠手辣，不惜一切代價，要獲得強大力量。原與九惑合作，後與黑狐一起背叛九惑。用換血祕法將東方初日靈血換至自身，雖換取東方靈血，卻不可再生。遭東方淮竹和王權弘業聯手重傷，失血過多，瞬間衰老。 | 張鐸   |
| 阿斯如 | 小東     | 神火山莊弟子。好賭，有野心，偷竊被金人鳳抓到，為了上位，聽命金人鳳往東方初日藥裡下毒。 |        |
| 孟子葉 | 玉萍     | 神火山莊婢女，親眼目睹金人鳳殺害東方初日。 |        |

#### 南宮水榭
| 演員   | 角色   | 介紹                                                                               | 配音 |
| 湯鎮業 | 南宫夜 | 南宮家主，南宫垂之父。私下與黑狐合作，欲奪盟主之位，遭妖劍反噬，被王權弘業殺死。   | 巴赫 |
| 張博之 | 南宫垂 | 南宮少主，南宫夜之子。心狠手辣、待人刻薄，指使衛長御妖殺人，被揭發後關入混天典獄。 |      |

#### 天眼楊家
| 演員              | 角色   | 介紹 | 配音   |
| 李寶安            | 楊還舟 | 天眼楊家家主，楊鷹與楊雁之父，楊一嘆祖父。好面子，重血脈，與黑狐合作。被黑狐控制的楊一嘆殺死。                       | 趙哲豪 |
| 解子騰            | 楊鷹   | 楊雁二哥，楊一嘆二叔。                                                                                               |        |
| 章若楠            | 楊雁   | 楊一嘆姑姑，東方淮竹好友、木小五之妻、木蔑之母。木小五死後，自行斬髮與楊家恩斷義絕，獨自隱居。                       | 趙夢嬌 |
| 翟瀟聞 少年：鯤羽 | 楊一嘆 | 詳見面具團 | 任京浩 |
| 陳若軒            | 木小五 | 本名木人直，家中排行第五，楊雁之夫、木蔑之父。生於南方，出身寒門，願望想看見北方的雪。成親當日被抓進稽查司凌虐致死。 | 唐國勝 |

#### 各大世家
| 演員   | 角色            | 介紹 | 配音   |
| 丁禹兮 | 張正 （阿那然） | 一氣盟，黑劍山莊張家少主。（或者為） 黑劍，面具團老八，一氣盟，黑劍山莊張家家主，阿那顏之子。詳見面具團 | 魏一凡 |
| 孫玥   | 顧賀年          | 顧家家主。被妖劍反噬的南宮夜殺死。                                                                      |        |
| 王禹錚 | 程嶺            | 程家家主。                                                                                              |        |
| 蘇少輝 | 周家主          | 周家家主。                                                                                              |        |
| 李智   | 韓家主          | 韓家家主。                                                                                              |        |
| 建康   | 稽查司衛長      | 稽查司衛長。态度极为嚣张，與南宮垂誣陷木小五。詭計揭發後，被王權弘業殺死。                              | 李楠   |

### 碧落城
| 演員                             | 角色     | 介紹 | 配音   |
| 林柏叡                           | 九惑     | 黃泉族天妖。被封印在御妖國地宮祭壇五百年，楊還舟控制王權弘業將其釋放。帶著東方淮竹去到二十年後碧落城修復金晨曦，破圈救出珈藍。為連接圈內外苦情樹，耗盡靈力，又遭王權弘業重傷後消散，臨死前要求王權弘業殺死黑狐，放珈藍自由。                                                                                               | 史澤鯤 |
| 彭小苒 少年：張婉兒 童年：李洛伊 | 珈蓝     | 塗山狐妖，凝天地怨念而生，天生壞種。為救關押在地宮祭壇的九惑，反被北山老祖獻祭，失去肉身。將恨力吸入體內，力量日益強大，能控妖和人自相殘殺，源源不斷的恨意反哺著，徹底遺失自己，成為黑狐娘娘。破圈後回到圈內，使永夜降臨。於圈外，控制楊一嘆天眼，讀取所有人的能力，根據其能力一一擊破，覆滅整個面具團，後被王權弘業重傷。 | 路小漫 |
| 劉詩詩                           | 淮竹     | 黃泉族左護法，額間為曼陀花花鈿。被黑狐當成完美的容器，體內有九惑注入的珈藍妖力，因妖力太強，形成新的人格。真身為東方淮竹。 | 陸庚宜 |
| 周潔瓊                           | 翠玉鳴鸞 | 水蛭族長老，妖界醫者，有藍眼、紅眼，兩種人格。為尋找徒弟小曇，途經白玉村被下藥賣到金晨客棧煉化，生死邊緣之際，紅眼出現，帶著藍眼逃出飼育地，紅眼為金晨曦碎片。喜歡木蔑。 | 熊小小 |
| 秦晓轩                           | 木蔑     | 楊雁與木小五之子，楊一嘆表弟。性格單純木訥，為人正直且重情重義，常以真誠待人，因此容易輕信他人。在楊一嘆幫助下開了天眼，學會了面具團中部分人的法術。喜歡紅眼翠玉鳴鸞。 | 楊凱琪 |
| 李雅男                           | 夜淵     | 黃泉族右護法，因金晨曦缺了一片，被九惑取了妖丹。 | 張赫   |
| 馮藝然                           | 瘋女人   | 在廢棄如意樓遭妖追殺時，被王權弘業、王權醉、楊一嘆救下，帶領眾人前往碧落城。 |        |
| 邢洋                             | 狼妖     | 在碧落城遭御妖師追趕，找左護法伸冤後，前往金晨客棧，被煉成金晨曦碎片之一。 |        |
| 李保峰                           | 御妖師   | 在碧落城用御妖符御妖，被淮竹殺死。 |        |
| 董祁明                           | 客棧老闆 | 金晨客棧老闆。將來尋求庇護的妖怪，煉成金晨曦碎片。 |        |
| 丁志勇                           | 孫村長   | 白玉村村長，不小心讓翠玉鳴鸞私逃，遭夜淵屠村殺死。 |        |
| 林旭                             | 孫元寄   | 孫村長之子，未抓捕到翠玉鳴鸞，遭夜淵屠村。 |        |
| 闕琳娜                           | 貓妖     | 被孫元寄當成誘餌，誘使翠玉鳴鸞現身。 |        |

### 御妖國
| 演員   | 角色         | 介紹                                                                                         | 配音 |
| 宋宗軒 | 達羅安       | 御妖國國主，被阿那顏殺死。                                                                   |      |
| 白海濤 | 布木親王     | 達羅安死後成為新任國主。                                                                     |      |
| 閔春曉 | 阿那顏       | 醉夢樓樓主，御妖國國師，阿那然之母。以五兩銀子將阿那然賣給張家。與九惑合作，遭怨鐘惡靈殺死。 |      |
| 王魯   | 拓跋因       | 御妖師，參加醉夢樓擂妖賽身亡。                                                               |      |
| 李昂   | 御妖國老國主 | 請北山老祖開啟萬靈之陣，以珈藍為祭，換御妖之力。                                             |      |
| 白建才 | 北山老祖     | 陣法符文奇才，將兩條龍殘骸挖出，用怨氣把九惑反噬，用一種極其慘忍的方式將他困住。             |      |

### 塗山
| 演員   | 角色     | 介紹                                                                   | 配音 |
| 郭曉婷 | 涂山雅雅 | 涂山二當家，涂山紅紅之妹，涂山容容之二姊。 參見：狐妖小红娘月紅篇§主演 | 鄭言 |

### 其他演員
| 演員                | 角色       | 介紹 | 配音 |
| 李美奕冰            | 阿楠       | 神鳥族，畢方鳥妖。受南宮夜矇騙，假意借母親妖丹，用自身妖火煉化妖劍。後被楊一嘆、王權醉救出送往塗山。                                             |      |
| 丁嘉文              | 初景       | 陵鲤妖，取之「太陽」之意，吸收天地靈氣，能控風行雨。南宮垂因要嫁禍楊家與王權家，被衛長用御妖符控制其殺人。木小五死後用自己的妖丹下了一場雪送別。 | 許言 |
| 李書漫              | 翠玉小曇   | 蛭妖，翠玉鳴鸞徒弟。傳授金人鳳水蛭一族換血祕法，慘遭金人鳳殺死。                                                                                 |      |
| 胡藝嚴              | 孟雲       | 青木媛婢女。 |      |
| 關憶山              | 鄧七岳妻子 | 鄧七岳之妻。 |      |
| 史依可 童年：劉安棋 | 鄧九如     | 鄧七岳之女。鄧七岳死後成為鄧家家主。 |      |
| 劉威州              | 李去濁父親 | 李自在、李去濁之父。 |      |
| 張媛鈺              | 李去濁母親 | 李自在、李去濁之母。 |      |
| 昊季峰              | 張琦       | 張家首徒。張正死後繼承黑劍。 |      |
| 朱予文              | 東方月初   | 東方秦蘭之子。 |      |

## 电视剧原声带
| 《淮水竹亭》电视剧原声带 | 《淮水竹亭》电视剧原声带    | 《淮水竹亭》电视剧原声带 | 《淮水竹亭》电视剧原声带 | 《淮水竹亭》电视剧原声带 | 《淮水竹亭》电视剧原声带 | 《淮水竹亭》电视剧原声带 |
| 曲序                     | 曲目                        |                          | 作曲                     | 编曲                     | 製作人                   | 演唱                     |
| ------------------------ | --------------------------- | ------------------------ | ------------------------ | ------------------------ | ------------------------ | ------------------------ |
| 1.                       | 《神火》（片頭主題配樂）    | 王晓倩                   | 杨秉音                   | 杨秉音、李牧野           | 杨秉音、王一栩           | 周梓琦                   |
| 2.                       | 《如煙》（主题曲/片尾曲）   | 王耀光、唐思淼、张鹏鹏   | 王耀光                   | 赵瑟                     | 王耀光、王一栩           | 张碧晨                   |
| 3.                       | 《曼陀》（片尾曲/插曲）     | 沈忞维                   | 陈恬                     | 陈浩田、吴思彤           | 王一栩、黄一             | 周深                     |
| 4.                       | 《焚愛》（神火主题曲/插曲） | 唐思淼                   | 袁雨桐                   | 黃一、陳浩田             | 王一栩、黃一             | 杨丞琳                   |
| 5.                       | 《入骨相思知不知》（插曲）  | 陈可心                   | 孙伟                     | 刘苏毅                   | 孙伟、王一栩             | 徐佳莹、胡夏             |
| 6.                       | 《不问》（片尾曲/插曲）     | 唐思淼                   | 哈也                     | 陳浩田                   | 王一栩、黃一             | 袁娅维                   |
| 7.                       | 《所赴》（插曲）            | 王晓倩、付欣             | 杨秉音                   | 李牧野                   | 楊秉音                   | 王天阳                   |
| 8.                       | 《一刻天光》（插曲）        | 九渊                     | 泓溪                     | 陳浩田、黃哲晨           | 王一栩、黃一             | 李琦                     |
| 9.                       | 《半命题之爱》（插曲）      | 唐思淼                   | 袁雨桐                   | 陈浩田、黄一             | 王一栩、黄一             | 刘诗诗                   |
| 10.                      | 《竹夜》（插曲）            | 张云龙                   | 张云龙                   | 周冠儒、马驰辰           | 周冠儒、王一栩、黄一     | 张云龙                   |
| 11.                      | 《人间白首》（插曲）        | 浓缩排骨                 | 磁带君                   | 磁带君                   |                          | 呦猫UNEKO                |

## 制作
该剧于2023年9月首次宣布出演阵容，同年12月拍摄完毕。